# Biblioteca comunale Germano Liberati
La biblioteca comunale di Montegiorgio è una biblioteca di pubblica lettura. Con i suoi 20 000 libri è il punto di riferimento per studiosi e studenti della media valle del Tenna (fiume). Il fondo di storia locale conserva volumi importanti per la storia del Comune e dei paesi limitrofi

## Storia
Già all'inizio del '900 esistevano a Montegiorgio delle biblioteche: quella del Circolo cittadino e quella della Scuola Elementare, entrambe dette "circolanti", e più tardi, quella del Circolo Manzoni. Esse, insieme ai fondi dei Centri di lettura che si svilupparono negli anni '40 e a cospicue donazioni di privati, costituirono il nucleo iniziale con cui nel 1983 si inaugurò la biblioteca comunale nel piano mezzanino di Palazzo Passari. Essa era costituita da 2000 volumi, una nastroteca e una videoteca.
Del 1990 è il primo regolamento approvato dal Consiglio comunale.
Dal 2001 la biblioteca viene gestita dalla sezione locale dell'associazione Archeoclub d'Italia che periodicamente vi realizza convegni e conferenze.
Dal 2005 entra a far parte di Bibliosip (polo bibliotecario delle province di Ascoli e Fermo), che nel 2019 diventa BiblioMarcheSud ( polo bibliotecario delle province di Ascoli e Fermo e Macerata)
Nel 2011 fu intitolata al concittadino Monsignor Germano Liberati (1939-2010).

## Patrimonio e raccolte
Il patrimonio bibliografico moderno consiste di oltre 20 000 volumi disposti a scaffale aperto e classificati secondo i criteri della classificazione decimale Dewey. La sezione di materiale video è stata aggiornata e fornisce una panoramica del cinema classico e più premiato. È costituita da quasi 300 film che spaziano dai classici per ragazzi e per adulti ai film d’animazione.
Conserva quattro raccoglitori di riproduzioni di foto storiche su Montegiorgio (panorami, processioni, nevicate, scolaresche, ...).
Conserva i volumi della collana Quaderni montegiorgesi. L'associazione Quaderni Montegiorgesi, nata nel 2011, edita volumi monografici su poeti e personaggi storici locali, luoghi di culto e di interesse culturale, storia locale.
Ha un fondo locale di più di 3000 volumi che viene aggiornato con nuove acquisti anche di volumi antichi e del mercato antiquario.
Incrementa ogni anno anche il proprio patrimonio moderno.

## Galleria d'immagini

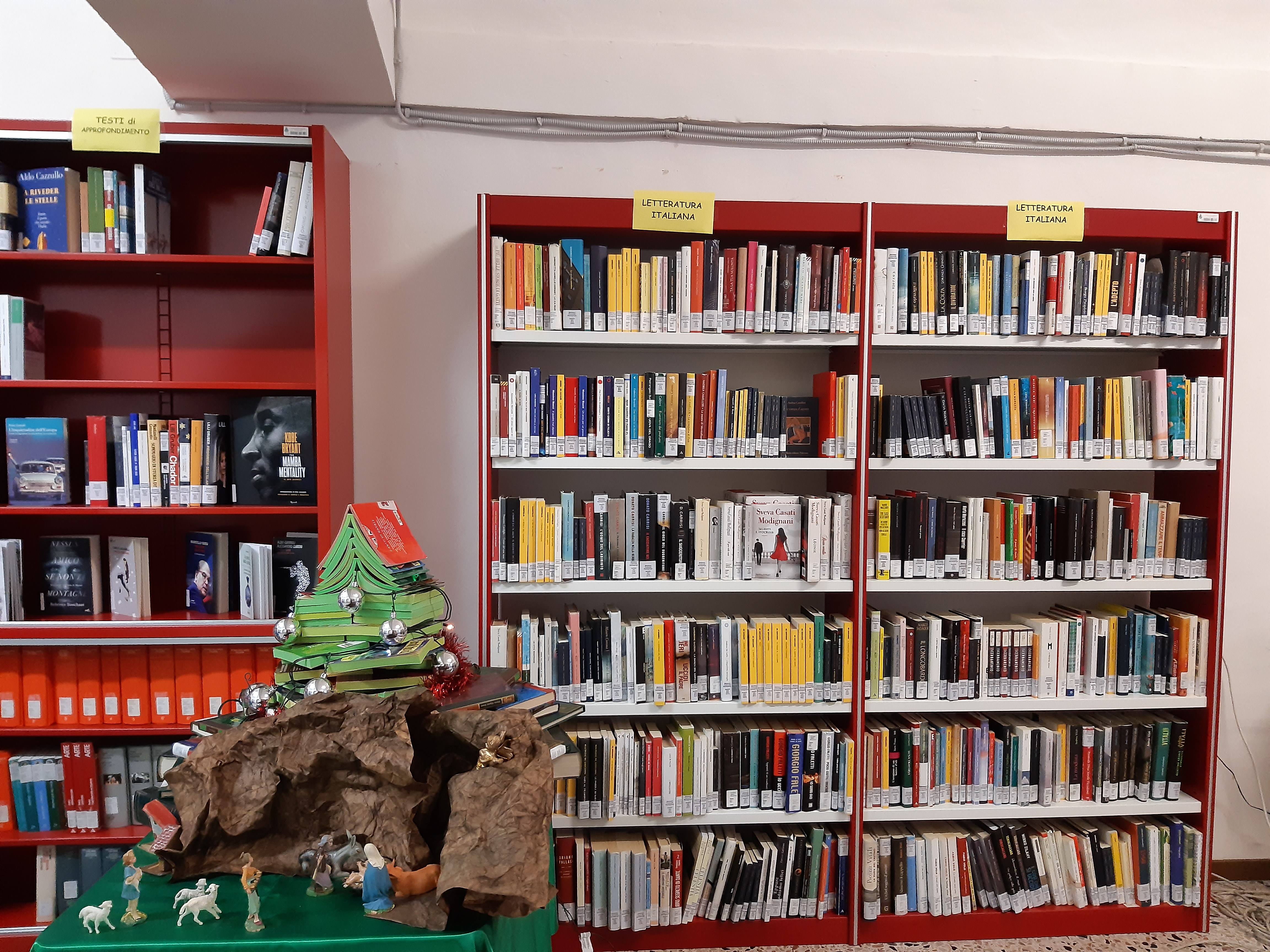
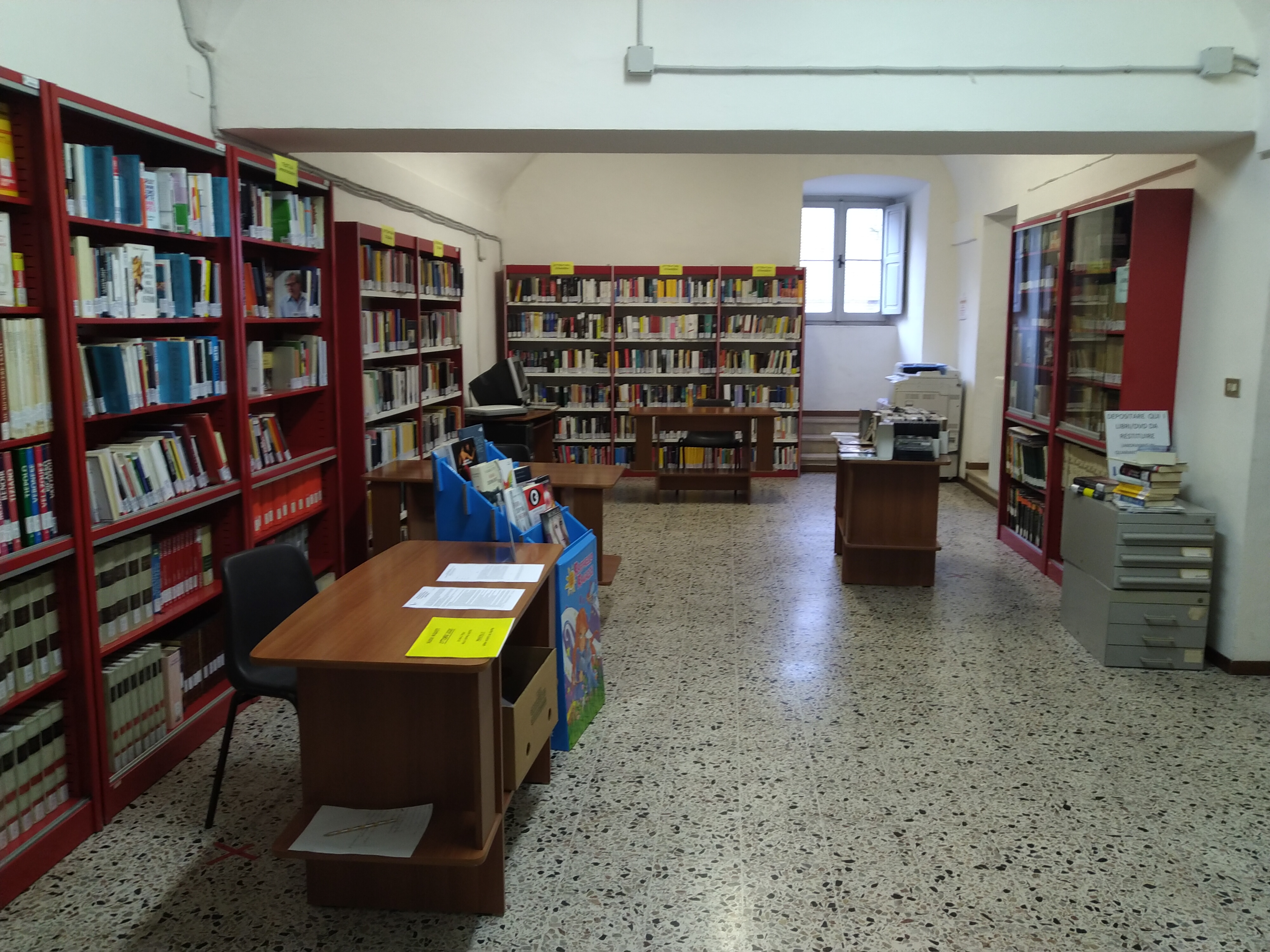
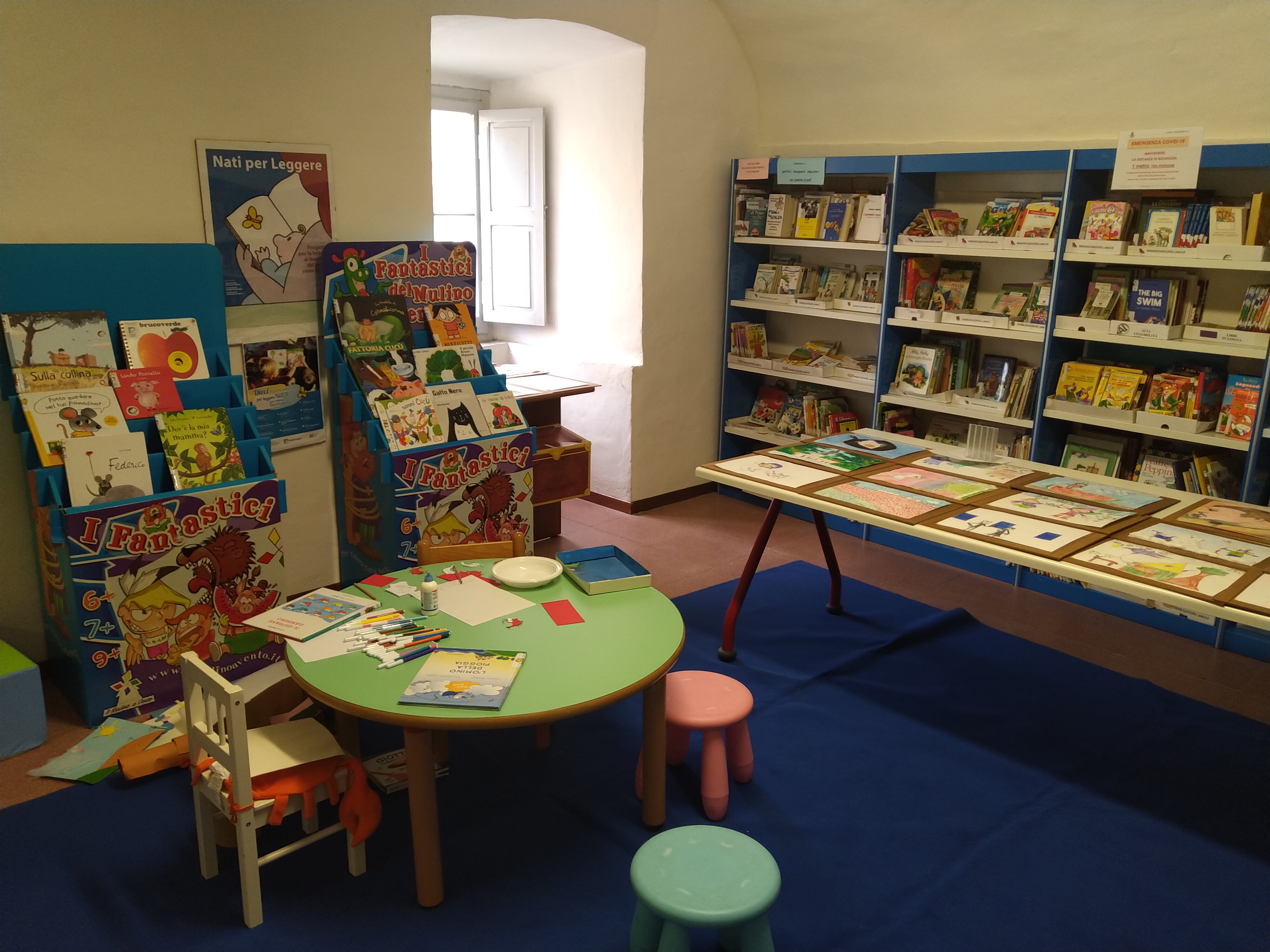
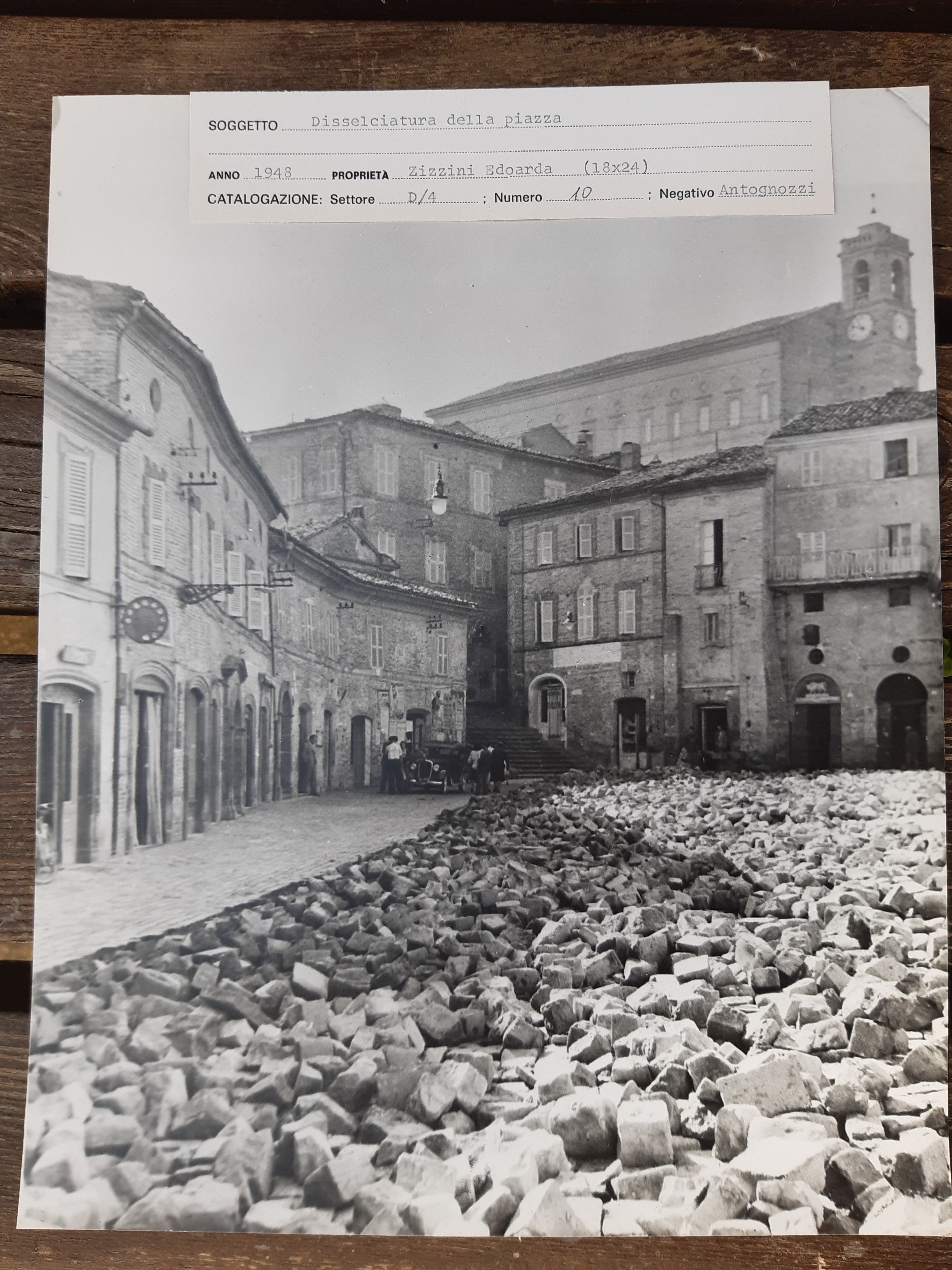
Disselciatura della piazza Anno 1948